# Matelea porphyrantha
Matelea porphyrantha là một loài thực vật có hoa trong họ La bố ma. Loài này được (Standl.) Woodson mô tả khoa học đầu tiên năm 1941.